# كريستيان سيدريس
كريستيان خوسيه أرتيلس سيدريس (24 يناير 1996) هو لاعب كرة قدم إسباني يلعب في مركز جناح أيسر. ولد في لاس بالماس، جزر الكناري، وانضم إلى نادي ريال مدريد للشباب في 2010، قادماً من نادي لاس بالماس.

## روابط خارجية
- كريستيان سيدريس على موقع قاعدة بيانات كرة القدم.إي يو (الإنجليزية)
- كريستيان سيدريس على موقع Soccerway.com (الإنجليزية)